# Рауд, Мартин Аннусович
Мартин Аннусович Рауд (эст. Mart Raud, 14 сентября 1903, Пярсти, Вильяндимаа или Эстония — 6 июля 1980, Таллин) — эстонский советский писатель. Заслуженный писатель Эстонской ССР (1946), народный писатель Эстонской ССР (1972). Лауреат Литературной премии Эстонской ССР имени Юхана Смуула (1979).

## Биография
Родился в крестьянской семье. В 1918 году поступил в гимназию в городе Вильянди. Печатался с 1919 года.
В 1924—1925 годах посещал лекции в Тартуском университете.
19 октября 1931 года был осужден за подделку подписей на переводных векселях сроком на три года с поражением в правах. Бежал в Финляндию, где был арестован по требованию эстонских властей и доставлен в Таллин. Перед Второй мировой войной написал сатирические романы «Топор и луна» (1935) и «Рынок» (1937). Один из эстонских поэтов, воспевших Ленина в своем творчестве.
В 1941 году вступил в истребительный батальон.
Член ВКП(б) с 1945 года. В 1946 году был главным редактором журнала «Looming» («Творчество»).
Похоронен на Лесном кладбище в Таллине.
Сын — детский писатель Эно Рауд (1928—1996).